# Taymouth Castle

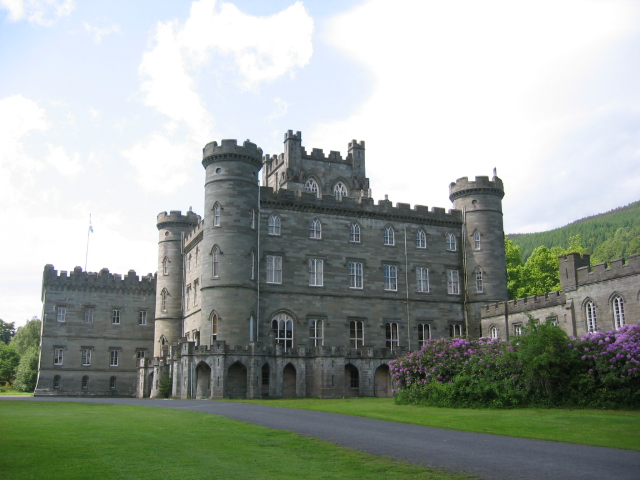
Taymouth Castle östra fasad.

Taymouth Castle är beläget strax nordost om byn Kenmore, Perth och Kinross i de skotska högländerna. Slottet står på platsen för ett mycket äldre slottet Balloch Castle (byggt 1550), som revs för att byggas i mycket större skala i början av 1800-talet av klanen Campbell av Breadalbane. Det besöktes av drottning Victoria 1842. 
Slottet är byggt i nygotisk stil och har en mycket påkostad dekorerad interiör, med sniderier, ornament och väggmålningar. Paneler av medeltida glasmålningar och renässansträslöjd blev införlivat i slottets layouten. Mycket av denna dekor finns kvar även om, även om slottet har förlorat mycket av sitt ursprungliga möblemang. 
Slottets ägor rymmer också en 18-håls golfbana, ritad av James Braid. 

## Renovering till ett lyxhotell
Ett renoveringsarbete inleddes på slottet för att göra det till det första 6 eller 7-stjärniga hotellet i Storbritannien. Arbetet avstannade dock i slutet av 2006. Den 10 april 2009 försattes företaget som skötte renoveringen i konkurs. Byggnaden är vattentät och diskussioner fortlöper om dess framtid.
Arbetet startade åter 2010 och restaureringarna fortlöper nu.[när?]